# Júsuf al-Chálidí
Júsuf al-Chálidí celým jménem Júsuf Dijá'u-d-Dín al-Chálidí, zvaný též Paša (arabsky يوسف ضياء الدين باشا الخالدي‎, hebrejsky: יוסף אל־ח׳אלידי, žil 1829–1907) byl palestinský arabský politik a starosta Jeruzaléma v osmanském období v letech 1899–1907.

## Biografie
Narodil se v Jeruzalémě. Vzdělání získal v anglické misionářské škole a studoval ve Francii. Byl předsedou osmanského parlamentu a zástupcem Jeruzaléma v tomto parlamentu v roce 1877. Zastával četné správní posty v rámci Osmanské říše. Byl guvernérem kurdské provincie (napsal první arabsko-kurdský slovník), přednášel na Vídeňské univerzitě. Byl vicekonzulem Osmanské říše v ruském městě Poti (dnes Gruzie). V roce 1899 napsal dopis rabínu Cadoku Kahnovi, ve kterém zdůraznil, že Palestinu mohou Židé získat jen ve válce a vyslovil se proti židovskému usidlování v zemi.